# タイニーポップ
タイニーポップ (英: Tiny POP、旧名: Pop Plus) は、2003年9月8日からイギリスで放送されている子供向けアニメ専門チャンネル。
姉妹チャンネルに、ポップ、ポップマックス、グレイト！TV、グレイト！ムービー、グレイト！アクション、グレイト！ロマンスがある。

## 放送番組

### アニメ
- Agent Binky: Pets of the Universe
- Apollo’s Tall Tales
- ロボットのアルポ
- バービー: ドリームハウス・アドベンチャー
- ハムスターのビリー
- ケアベア: アンロック・ザ・マジック
- Caring For Each Other
- ココメロン
- イーハー!きょうりゅうぼくじょう
- DinoCity
- オスカーとフー
- Elmo & Tango: Mysterious Mysteries
- エルモズワールド
- エスメとロイ
- ギャビーのドールハウス
- ギガントサウルス
- Go! Go! コリー・カーソン
- グリジーとレミングス
- Gus – the Itsy Bitsy Knight
- Hello Kitty: Super Style!
- ジェレミーとジャジー
- リトルベア
- マーシャと熊
- Masha’s Spooky Stories
- マイティ・エクスプレス
- モラン
- モンチッチ
- My Magic Pet Morphle
- Mush-Mush & The Mushables
- マイリトルポニー: ポニーライフ
- Petronix Defenders
- Pikwik Pack
- しゅつどう!パジャマスク
- レミーとブー
- おちゃめなシモン
- Strawberry Shortcake: Berry in the Big City
- スーパーウィングス
- The MiniWhats
- トゥルーと虹の王国

### バラエティ
- ブリッピー
- Cookie Monster’s Foodie Truck
- Cookie’s Crumby Pictures
- Smart Cookies
- Super Grover 2.0
- Yeti Tales